# Aurelino Costa
Aurelino Costa (n. 1956) é um poeta, diseur e advogado português nascido na freguesia de Argivai na Póvoa de Varzim.

## Obra
- Poesia Solar (1992).
- Na Raiz do Tempo (2000).
- Pitões das Júnias – Tões de Aurelino Costa com Anxo Pastor-(2002);
- Amónio (2003); 2ª edição (bilingue, castelhano-português), tradução de Silvia Zayas, ed. Amalaya, León 2007
- Na Terra de Genoveva (2005)
- Domingo no Corpo (2013)

. GADANHA, Ed. Modo de Ler, 2019.
. Pitões das Júnias - Tões de Aurelino Costa, Ilustrações de Anxo Pastor, 2ª ed. Bluebook,2020